# Scleropages macrocephalus
Scleropages macrocephalus är en fiskart som beskrevs av Pouyaud, Sudarto och Guy G. Teugels 2003. Scleropages macrocephalus ingår i släktet Scleropages och familjen Osteoglossidae. Inga underarter finns listade i Catalogue of Life.